# Jule G. Charney Award
Der Jule G. Charney Award ist eine Auszeichnung für Meteorologie (Atmosphärenwissenschaft) und Hydrologie der American Meteorological Society. Er hieß zuvor Second Half Century Award (zuerst vergeben 1970) und ist seit 1983 nach Jule Gregory Charney benannt. Er wird jährlich vergeben.

## Preisträger
Jeweils mit offizieller Begründung.
Als Second Half Century Award:
- 1970 Rudolph Hanel, Don T. Hilleary, Lewis D. Kaplan, David Q. Wark für Pionierarbeit in der Entwicklung und Umsetzung von Untersuchungen der oberen Atmosphäre von Erdsatelliten aus, gipfelnd im Erfolg der Infrarot-Spektrometer im Nimbus III Satellit, der erstmals Daten für die globale Analyse der Struktur von Temperatur und Druck der Atmosphäre lieferte (for pioneering work in the development of the technique of procuring upper-air soundings from earth-orbiting satellites, culminating in the success of the infrared spectrometers on the Nimbus III satellite, which for the first time has provided data for global analysis of the temperature and pressure structure of the atmosphere).
- 1972 Richard J. Reed, unter dessen Leitung bedeutende Fortschritte im Verständnis der Zirkulation und Struktur der Atmosphäre auf mittleren Breitengraden und in den Tropen gemacht wurden (under whose leadership significant advances have been made in the understanding of the circulation and structure of midlatitude and tropical atmospheres).
- 1973 Douglas K. Lilly, für seine theoretischen, experimentellen und Beobachtungs-Beiträge zum Studium atmosphärischer Phänomene auf kleiner Skala einschließlich thermischer Konvektion, Wellenphänomenen der Atmosphäre im Gebirge und turbulenter Wechselwirkung (for his theoretical, experimental, and observational contributions to the study of small-scale atmospheric phenomena including thermal convection, mountain waves, and turbulent interactions).
- 1974 Tiruvalam N. Krishnamurti für seine herausragenden Beiträge auf den Gebieten dynamische und synoptische Meteorologie einschließlich seiner diagnostischen und prognostischen Studien tropischer Systeme und solcher mittlerer Breiten unter Verwendung realistischer Eingangsdaten sowie seine erhellenden Analysen tropischer Wettersysteme unter Verwendung von Daten aus Satelliten und Flugzeugen in Regionen, in denen konventionelle Wetterinformationen nur spärlich vorhanden sind (for his outstanding contributions to the fields of dynamic and synoptic meteorology including his diagnostic and prognostic studies of tropical and midlatitude systems using real input data together with his enlightening analyses of tropical weather systems using satellite and aircraft information in sparse conventional data areas).
- 1974 James W. Deardorff für seine vielen produktiven Unternehmungen zur Förderung und zum Verständnis turbulenter Prozesse in planetaren Grenzschichten durch analytische Studien und sehr originelle numerische und Labor-Experimente (for his many productive efforts toward furthering our understanding of turbulent processes in the planetary boundary layer through analytical studies and highly original numerial and laboratory experiments).
- 1975 Louis J. Battan für viele Beiträge zur Physik der Wolken und seine objektive wissenschaftliche Auswertung von Experimenten zur Modifikation des Wetters, seine populärwissenschaftlichen Schriften zur Meteorologie und seine Dienste zur Förderung der Meteorologie in vielen Funktionen (for his many contributions to cloud physics and his objective scientific evaluation of weather modification efforts, his writings fostering public understanding of meteorology, and his great service to the profession in many capacities.)
- 1976 Roger M. Lhermitte für viele bedeutende Beiträge zum Fortschritt der Radar-Meteorologie durch Verwendung des Doppler-Radars in der Untersuchung der Atmosphäre, speziell die duale Doppler-Methode, die neue Einsichten in die inneren Luftströmungen in Gewittern lieferte (for many significant contributions to the advancement of radar meteorology through the use of Doppler radar in probing the atmosphere, particularly for the dual-Doppler method, which has provided new insight into the internal motions of convective storms.)
- 1977 Syukuro Manabe für seine herausragenden Beiträge zum Verständnis des Einflusses von Strahlungsprozessen auf das Klima durch numerische Simulation der Dynamik und Physik der Atmosphäre (for his outstanding contributions to the understanding of the influence of radiative processes on the climate through numerical simulation of the dynamics and physics of the atmosphere.)
- 1978 Joost A. Businger für seine definitive Analyse atmosphärischer oberflächennaher Prozesse und seine führende Rolle in der Erforschung von Grenzflächen (for his definitive analysis of atmospheric surface-layer properties and his leadership in the field of boundary layer research).
- 1979 J. Murray Mitchell Jr., für seine breit angelegten grundlegenden Beiträge zum Studium von Klima und Klimawandel, von den Eiszeiten bis zu den Auswirkungen der Verstädterung (for his broad fundamental contributions to the study of climate and climate change, ranging in scope from ice ages to the effects of urbanization).
- 1980 Andre J. Robert und Frederick G. Shuman für seine wissenschaftliche Führungsrolle in der Entwicklung verschiedener origineller, in der Anwendung einfach zu handhabender Modelle die zu erheblichen Verbesserungen bei den kanadischen und US-amerikanischen Wetterdiensten führten (for scientific leadership in the construction of different and original operational primitive equations models that produced significant benefits to Canadian and U.S. weather services).
- 1981 Thomas H. Vonder Haar für seine Führungsrolle als Wissenschaftler und Organisator nationaler und internationaler Programme zur Strahlung in der Atmosphäre und zur Satelliten-Meteorologie (for his leadership as a researcher and as a coordinator of national and international programs in atmospheric radiation and satellite meteorology).
- 1981 Charles D. Keeling für seine grundlegenden und weitreichenden Arbeiten zur Messung atmosphärischen Kohlendioxids, die die einzigen Langzeitdarstellungen des systematischen Anstiegs des Kohlendioxids in der Atmosphäre lieferten (for his fundamental and far-reaching work on the measurement of atmospheric carbon dioxide, which has been the only long-term record of the systematic increase of carbon dioxide in the atmosphere).
- 1982 James R. Holton für seine weitreichenden Beiträge zur dynamischen Meteorologie, speziell seiner Arbeiten in atmosphärischer Dynamik die zu bedeutenden Fortschritten im Verständnis von plötzlichen Erwärmungen in der Stratosphäre, stratosphärischer Schwankungen und der quasi-zweijährigen Schwingung führten (for his wide-ranging contributions to dynamic meteorology, especially for his work in stratospheric dynamics that has led to important advances in understanding of stratospheric sudden warmings, stratospheric vacillation, and the quasi-biennial oscillation).
- 1982 Hans R. Pruppacher für seine herausragende Forschung zur experimentellen Wolken-Physik, die grundlegende Daten zu einem breiten Spektrum mikrophysikalischer Phänomene führten, die wesentlich für das quantitative Verständnis von Wolken und Niederschlag waren (for his outstanding research in experimental cloud physics, which has provided fundamental data on a wide range of microphysical phenomena essential to the quantitative understanding of clouds and precipitation).

Als Jule G. Charney Award:
- 1983 Francis P. Bretherton für seine innovativen und bedeutsamen Beiträge zum Verständnis der Dynamik der Atmosphäre und der Ozeane auf vielen Skalen, für viele Prozesse und Phänomene (for his innovative and significant contributions to our understanding of the dynamics of the atmosphere and oceans encompassing a wide variety of scales, processes, and phenomena).
- 1984 Peter V. Hobbs für sehr produktive theoretische und Feld-Untersuchungen zur Wolken-Physik, Aerosolen und Chemie von Wasser in Wolken und für seine führende Rolle in der Organisation und Leitung des CYCLES Projekts, das erheblich zu unserem Verständnis der Struktur von Front-Systemen auf mittleren Breiten und mittleren Skalen beigetragen hat (for highly productive theoretical and field investigations of cloud physical processes, aerosol and cloud-water chemistry studies, and for his leadership in organizing and directing the CYCLES Project, which has contributed significantly toward our understanding of the mesoscale structure of midlatitude frontal systems).
- 1985 Richard S. Lindzen für wichtige Beiträge zur Theorie verschiedener Phänomene von Schwerewellen bis zu Rossby-Wellen (Planetarische Wellen) in der oberen und unteren Atmosphäre (for incisive contributions to the theory of diverse phenomena ranging from gravitational to planetary waves in the upper and lower atmosphere).
- 1985 Keith A. Browning für grundlegende Beiträge zu unserem Verständnis schwerer Gewitter, die Kinematik von Fronten und Wirbelstürmen und die Meteorologie von Doppler-Radar-Beobachtungen (for fundamental contributions to our understanding of severe convective storms, the kinematics of fronts and cyclonic storms, and the methodology of Doppler radar observations).
- 1986 Michia Yanai für sehr originelle Beiträge zur Erweiterung unseres Wissens über die Dynamik der Atmosphäre speziell in den Tropen (for highly original contributions to enlarging our knowledge of the dynamics of the atmosphere, particularly in the tropics).
- 1987 Richard A. Anthes für nachhaltige Beiträge theoretischer Art und in der Modellierung von Wetter in den Tropen und auf mittlerer Skala (for his sustained contributions in theoretical and modeling studies related to tropical and mesoscale meteorology).
- 1988 Robert Dickinson für herausragende Beiträge zum Verständnis von Bio-Feedback-Prozessen (for outstanding contributions to our understanding of biofeedback processes).
- 1989 Eugene M. Rasmusson für wichtige Beiträge zur Klima-Diagnostik, speziell dem Verhältnis von El Niño zu Klima-Anomalien (for major contributions to climate diagnostics, especially of the relationship of the Southern Oscillation to climate anomalies).
- 1990 Melvin A. Shapiro für außerordentliche Errungenschaften in der Erforschung von Phänomenen auf mittleren Skalen vom Flugzeug aus und für die Analyse von Phänomenen auf mittlerer und synoptischer Skala von unübertroffener Qualität (for extraordinary achievements in aircraft probing of mesoscale phenomena, and for meso- and synoptic-scale analyses of unsurpassed quality).
- 1990 Peter J. Webster für grundlegende Beiträge zum Verständnis von tropischer Zirkulation niedriger Frequenz und Wechselwirkung von Tropen und mittleren Breitengraden (for fundamental contributions to the understanding of low-frequency tropical circulations and tropical/midlatitude interactions).
- 1991 Moustafa T. Chahine für herausragende Beiträge zur Satelliten-Fernerkundung durch besseres Verständnis des Problems des inversen Strahlungstransports und dessen Anwendung (for outstanding contributions to satellite sensing through better understanding of the inverse radiative transfer problem and development of its applications).
- 1991 M. Patrick McCormick für herausragende Beiträge zur Satelliten-Fernerkundung durch Entwicklung von Instrumenten für solare Okkultation und die Aufklärung der Natur polarer Stratosphären-Wolken (for outstanding contributions to satellite sensing through development of solar occultation instruments and for elucidation of the nature of polar stratospheric clouds).
- 1992 Lance F. Bosart für seinen Nachweis, dass bedeutende Einsichten aus der sorgfältigen Analyse von meteorologischen Routine-Beobachtungen gewonnen werden können (for his demonstrations that valuable insights can be obtained by careful analysis of routine meteorological observations).
- 1993 Abraham H. Oort für weitreichende Studien zum Verhalten der Atmosphäre durch umfangreiche Analysen von Beobachtungen im globalen Maßstab (for wide-ranging studies of atmospheric behavior through comprehensive analysis of global observations).
- 1994 William M. Gray für Pionier-Beiträge zum Verständnis und der Vorhersage tropischer Zyklone (for pioneering contributions to the understanding and forecasting of tropical cyclones).
- 1995 Eugenia Kalnay für viele Anwendungen numerischer Experimente zur Erklärung physikalischer Prozesse in atmosphärischer Dynamik und die Entwicklung verbesserter handhabbarer numerischer Vorhersagemodelle (for many applications of numerical experimentation in explaining the physical processes of atmospheric dynamics and for developing improved operational numerical forecast models).
- 1996 Yoshio Kurihara für grundlegende Forschung zur Modellierung der Dynamik tropischer Stürme und einen wesentlichen Fortschritt in der Technik der Vorhersage von Hurrikanen (for fundamental modeling research on tropical storm dynamics and a major advance in operational hurricane forecasting).
- 1997 Timothy N. Palmer für grundlegende Beiträge zur Theorie und Praxis ausgedehnter Wettervorhersage und das Verständnis von Klima-Phänomenen (for fundamental contributions to the theory and practice of extended weather prediction and the understanding of climate phenomena).
- 1998 Kuo-Nan Liou für seine Pionier-Arbeit zu Theorie und Anwendung von Strahlungstransport und dessen Wechselwirkung mit Wolken (for his pioneering work in the theory and application of radiative transport and its interaction with clouds).
- 1999 Anthony Hollingsworth für tiefgehende Erforschung vierdimensionaler Datenanalyse-Systeme und numerischer Modelle (for penetrating research on four-dimensional data assimilation systems and numerical models).
- 2000 Kevin Trenberth für die Verbesserung unseres Verständnisses der Klimasystems durch diagnostische Analyse von dessen grundlegenden Eigenschaften (for improving our understanding of the dynamics of the climate system through diagnostic analyses of its fundamental properties).
- 2001 Roger Daley für außerordentlich bedeutsame Forschung und Entwicklung in Datenanalyse, Modellierung und numerischer Wettervorhersage (for highly significant research and development in data assimilation, modeling, and numerical weather prediction).
- 2002 Roland A. Madden für Pionier-Untersuchungen zu Wellen auf globaler Skala und der zwischen-jahreszeitlichen Schwingung (for pioneering investigations of global-scale waves and of the intraseasonal oscillation).
- 2003 Wilfried H. Brutsaert für grundlegende und weitreichende Beiträge zu unserem Verständnis der Zusammenhänge von Erdatmosphäre und Landoberfläche (for fundamental and far-reaching contributions to our understanding of the linkages between Earth's atmosphere and land surface).
- 2004 Richard Rotunno für außerordentlich bedeutende wissenschaftliche Beiträge zum Verständnis der Dynamik eines breiten Spektrums von Prozesse und Phänomenen auf mittleren Skalen (for highly significant, scholarly contributions to understanding the dynamics that govern a wide spectrum of mesoscale phenomena and processes).
- 2005 Graeme L. Stephens für Pionier-Beiträge zu Verständnis und Messung von Strahlungsprozessen und ihrer Rolle im Klima (for pioneering advances in understanding and measuring radiation processes and their role in climate).
- 2006 Robert D. Cess für seine herausragenden Beiträge zu unserem Verständnis der Strahlung in der Atmosphäre, Klimawandel und der Rolle von Wolken in Klimamodellen (for his outstanding contributions to our understanding of the science of atmospheric radiation and climate change and the role of clouds in climate models).
- 2007 Alan K. Betts für Pionier-Beiträge und nachhaltige Forschung zum Verständnis atmosphärischer Grenzflächen, Kumulus-Konvektion und Wechselwirkung von Erdoberfläche und Atmosphäre (for his pioneering and sustained contributions to the understanding of the atmospheric boundary layer, cumulus convection, and land-surface-atmosphere interactions).
- 2008 Gerald R. North für bahnbrechende Forschung zu Klima-modellen, atmosphärischer Statistik und der Entwicklung von Satelliten-Missionen (for groundbreaking research on climate models, atmospheric statistics, and satellite mission development).
- 2009 Warren M. Washington und Gerald A. Meehl, für herausragende Beiträge in Kollaborationen zur Modellierung des Klimas und seiner Reaktion auf anthropogene und natürliche Zwänge (for outstanding collaborative contributions to modeling climate and its response to anthropogenic and natural forcings.)
- 2010 Eric F. Wood für Pionier-Beiträge zum Verständnis der Rolle der Verschiedenartigkeit der Erdoberfläche in der gekoppelten Wasser- und Energiebilanz der Erdoberfläche (for pioneering contributions to understanding the role of land surface heterogeneity in the coupled water and energy balance of the Earth surface).
- 2011 Ronald B. Smith, für grundlegende Beiträge zum Verständnis des Einflusses von Bergen auf die Atmosphäre sowohl durch theoretische Arbeiten als auch durch Beobachtungen (for fundamental contributions to our understanding of the influence of mountains on the atmosphere through both theoretical advances and insightful observations).
- 2012 Christopher S. Bretherton für grundlegende Beiträge zu unserem Verständnis atmosphärischer Feuchte-Konvektion, insbesondere seine Entdeckung von Mechanismen die den Übergang von Stratocumulus-Konvektion zu Konvektion in flachen Kumulus-Wolken steuern (for fundamental contributions to our understanding of atmospheric moist convection, particularly the discovery of mechanisms governing the transition from stratocumulus to shallow cumulus convection).
- 2013 R. Alan Plumb, für grundlegende Beiträge zum Verständnis geophysikalischer Hydrodynamik, atmosphärischer Dynamik, chemischem Transport und der allgemeinen Zirkulation in Ozeanen und Atmosphäre (for fundamental contributions to the understanding of geophysical fluid dynamics, stratospheric dynamics, chemical transport, and the general circulation of the atmosphere and oceans).
- 2014 David A. Randall für umwälzende Forschung zur atmosphärischen Zirkulation und von Wolken-Prozessen und ihre verbesserte Berücksichtigung in Wetter- und Klima-Modellen (for transformative research into atmospheric convection and cloud processes and their improved representation in global weather and climate models).
- 2015 Alan Robock für grundlegende Beiträge zum Verständnis des klimatischen Wirkungen stratosphärischer Aerosole von Vulkanen und anderen Quellen und der Rolle von Bodenfeuchte im Kima (for fundamental contributions toward understanding the climatic effects of stratospheric aerosols from volcanoes and other potential sources, and the role of soil moisture in climate).
- 2016 Wayne H. Schubert für umwälzende Fortschritte im theoretischen Verständnis konvektiver Parametrisierung, mariner Stratocumulus-Wolken, Gleichgewichtsflüssen in der Atmosphäre und Struktur und Intensität tropischer Zyklone (for landmark advances in theoretical understanding of convective parameterization, marine stratocumulus, balanced atmospheric flows, and tropical cyclone intensity and structure).
- 2017 David J. Raymond für grundlegende Einsichten in die Wechselwirkung atmosphärischer Konvektion und der Umgebung auf großem Maßstab.
- 2018 Dennis P. Lettenmaier für grundlegende und visionäre Forschung über den hydrologischen Einfluss des Klimawandels und die Pionier-Entwicklung von Modellen von Landoberflächen und Datenmengen vom Kontinent zur globalen Skala (For fundamental and visionary research on the hydrological impacts of climate change, and the pioneering development of land surface models and continental-to-global scale data sets).
- 2019 J. David Neelin für grundlegende Beiträge zum Verständnis tropischer Klimadynamik und dem Einfluss anthropogener Zwänge auf Niederschlag, Trockenheit, Zirkulation und Extremlagen (For fundamental contributions to understanding tropical climate dynamics and the impact of anthropogenic forcing on precipitation, drying, circulation, and extremes).
- 2020 Qiang Fu für Pionier-Beiträge zu Theorie und Praxis von atmosphärischem Strahlungstransport und dessen Verbindung zu Klima und Klimawandel (For pioneering contributions to the theory and practice of atmospheric radiative transfer and its critical linkages to climate and climate change).
- 2021 Clara Deser für fundamentale Einsichten in Struktur, Entstehung und Vorhersagemöglichkeit von Änderungen der Atmosphäre, des Ozeans und der Kryosphäre auf der Zeitskala von Jahrzehnten (For fundamental insights into the structure, genesis, and predictability of decadal variability in the atmosphere, ocean, and cryosphere).
- 2022 George Kiliadis For original, insightful contributions in understanding the codependency of tropical dynamics and convection.
- 2023 Dale Durran For fundamental contributions to mountain meteorology through the understanding and numerical simulation of orographically modified flow.
- 2024 Richard Seager For significant and innovative contributions in the attribution of past droughts and floods, and to understanding the impact of rising greenhouse gases on future hydroclimate
- 2025 Renyi Zhang For exceptional contributions and exemplary leadership in advancing understanding of atmospheric chemical and physical mechanisms influencing air pollution, weather extremes, climate, and public health.[1]